# 나비수국
나비수국은 꿀풀과의 식물이다. 키는 4m이고 폭은 2.5m이다. 타원형 잎과 옅은 파란색 꽃이 있다. 각 꽃에는 더 어두운 파란색 하부 꽃잎이 있다.